# 雷 (相撲)
雷（いかづち、いかずち）は、日本相撲協会の年寄名跡のひとつ。江戸時代には相撲会所のトップに立つ人物が名乗ることを許された大名跡である。初代が名乗った四股名を由来とする。

## 雷の代々
- 代目の太字は、部屋持ち親方。
- 12代「雷」を襲名した番神山政三郎が雷部屋を閉鎖して以来、「雷」は年寄名跡としてのみ存続する形が続いていたが、17代「雷」を襲名した垣添徹が入間川部屋の継承に伴って部屋名を改称することになったため、凡そ62年ぶりに雷部屋が再興されることになった。

| 代目 | 引退時しこ名     | 最高位 | 現役時の所属部屋       | 襲名期間                                      | 備考                      |
| ---- | ---------------- | ------ | ---------------------- | --------------------------------------------- | ------------------------- |
| 初代 | 雷権太夫         | ---    | ---                    |                                               |                           |
| 2代  | 音羽山峰右衛門   | 前1    | ---                    | 1750年代-1777年3月（死去）                    |                           |
| 3代  | 玉垣鷲之助       | 小結   | 玉垣部屋               | 1791年11月-1795年9月（死去）                  |                           |
| 4代  | ?                | ---    | 音羽山部屋?            | 1799年2月-1815年12月（死去）                  |                           |
| 5代  | 三河屋治右衛門   | ---    | ---                    | 1818年2月-1821年12月（死去）                  |                           |
| 6代  | 矢車福五郎       | ---    | 浦風-粂川部屋          | 1830年3月-1838年5月（死去）                   |                           |
| 7代  | 鍬形粂藏         | ---    | 雷部屋                 | 1838年10月-1858年12月（死去）                 |                           |
| 8代  | 追手風喜太郎     | 大関   | 追手風-玉垣-追手風部屋 | 1862年11月-1864年4月                          | 4代追手風に名跡変更       |
| 9代  | 十万ノ海剛右衛門 | 前3    | 粂川-雷部屋            | 1864年?月-1869年4月（死去）                   |                           |
| 10代 | 初代梅ヶ谷藤太郎 | 横綱   | 湊-玉垣-梅ヶ谷-雷部屋  | 1884,5年頃-1915年6月（廃業）                  |                           |
| 11代 | 2代梅ヶ谷藤太郎  | 横綱   | 雷部屋                 | 1915年6月-1927年9月（死去）                   |                           |
| 12代 | 番神山政三郎     | 前2    | 雷-白玉-八角-鏡山部屋  | 1941年5月-1974年1月（停年(定年。以下同)退職） |                           |
| 13代 | 宇田川勝太郎     | 前3    | 高嶋-吉葉山-宮城野部屋 | 1975年1月-1977年10月（廃業）                  | 借株                      |
| 14代 | 羽黒岩盟海       | 小結   | 立浪部屋               | 1978年1月-2011年6月（停年退職）               |                           |
| 15代 | 起利錦利郎       | 前2    | 鏡山部屋               | 2011年7月-2012年2月                           | 借株 13代勝ノ浦に名跡変更 |
| 16代 | 春日富士晃大     | 前1    | 春日山-安治川部屋      | 2012年2月-2012年9月（退職）                   |                           |
| 17代 | 垣添徹           | 小結   | 武蔵川-藤島部屋        | 2012年10月-                                   |                           |

## 大雷の代々
| 代目 | 引退時しこ名        | 最高位 | 現役時の所属部屋      | 備考       |
| ---- | ------------------- | ------ | --------------------- | ---------- |
| 初代 | 梅ヶ谷藤太郎 (初代) | 横綱   | 湊-玉垣-梅ヶ谷-雷部屋 | 相談役待遇 |